# Lago Kunming
Il lago Kunming (昆明湖S, Kūnmíng HúP è un bacino idrico artificiale al centro dell'area dell'Antico Palazzo d'Estate a Pechino in Cina. Insieme alla collina della longevità, costituisce le caratteristiche principali dei giardini del Palazzo d'Estate.
Con un'area di 2,20 km², il lago Kunming copre approssimativamente tre quarti dell'intera superficie dell'area in cui si trova il palazzo imperiale. È piuttosto superficiale, con una profondità media di soli 1,5metri.

## Storia

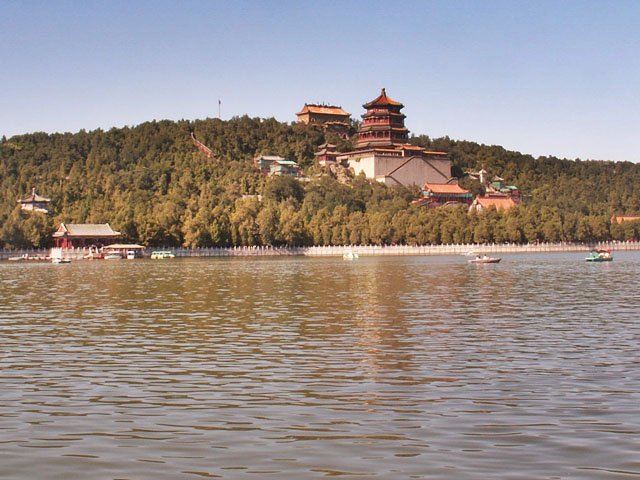
La collina della longevità

Si tratta di un lago artificiale e i suoi predecessori erano chiamati Wengshan e lago Xihu. Erano serbatoi che erano stati usati per oltre 3.500 anni. Guo Shoujing, un famoso astronomo e ingegnere dei suoi tempi, lo realizzò nella capitale della dinastia Yuan nel 1291. La conversione dell'area in un giardino imperiale fu commissionata dall'imperatore Qianlong e venne realizzata tra il 1750 e il 1764. Nella corsa alla creazione dei giardini, il lago fu ampliato con una forza lavoro di quasi 10.000 operai.

## Giardini

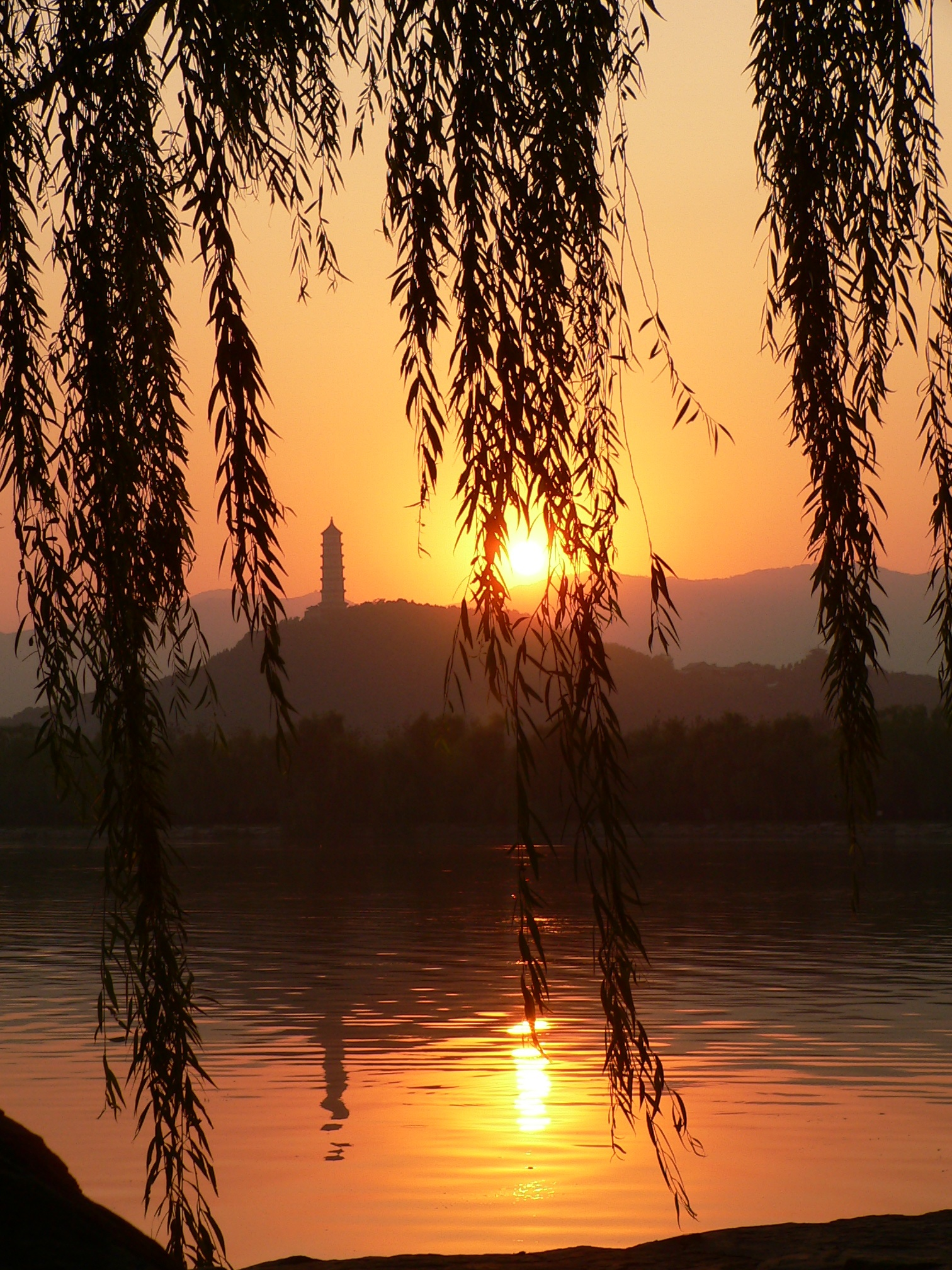
Vista sul lago Kunming verso la collina Yu Quan con la pagoda Yu Feng.

Il Kunming è disegnato secondo le classiche regole del giardino cinese: un lago, tre colline (一池三山S).
Molte caratteristiche del lago Kunming sono ispirate alla regione del sud della Cina sul fiume Yangtze. In particolare, la West Dike è una ricostruzione della famosa Sudi Dike sul lago dell'ovest di Hangzhou. Come la Sudi Dike, la West Dike è collegata attraverso sei ponti, ognuno con il proprio stile distintivo: Jiehu, Binfeng, Yudai, Jing, Lian e Liu.
Il più lungo ponte del lago è il ponte dei 17 archi che collega la sponda orientale con l'isola di South Lake. Vicino al ponte, sulla sponda orientale, si trova una scultura bronzea rappresentante un bue. Secondo la leggenda cinese, Yu il Grande usava un bue di ferro per prevenire le inondazioni. Poiché il bue di bronzo si trova sulla diga orientale del Lago Kunming in direzione della Città Proibita, probabilmente fu eretto per proteggerla dalle inondazioni.